# Förnyade demokratiska frihetspartiet
Förnyade demokratiska frihetspartiet, Bloque Independiente Libertad Democrática Renovada (LIDER) är ett politiskt parti i Guatemala, bildat 2008 av Manuel Baldizón och andra avhoppare från det styrande socialdemokratiska UNE.
I presidentvalet den 11 september 2011 var Baldizón partiets presidentkandidat. Enligt det preliminära valresultatet tillhör Baldizón de två kandidater som fått flest röster och därmed kvalificerat sig till den andra valomgången i november.